# Мосино (Владимирская область)
Мосино — село в составе муниципального образования город Владимир Владимирской области России.

## География
Село расположено на берегу реки Бобуровка в 5 км на север от микрорайона Юрьевец города Владимира.

## История
В конце XIX — начале XX века деревня входила в состав Богословской волости Владимирского уезда, с 1926 года — во Владимирской волости. В 1859 году в деревне числилось 63 дворов, в 1905 году — 99 дворов, в 1926 году — 106 хозяйств и начальная школа.
С 1929 года деревня входила в состав Спасского сельсовета Владимирского района, с 1965 года — в составе Пригородного сельсовета Суздальского района. В 2006 году деревня вошла в состав муниципального образования город Владимир.

## Население
| 1859 | 1905 | 1926 |
| ---- | ---- | ---- |
| 376  | 610  | 462  |

| 1859 | 1905 | 1926 | 2002 | 2010 | 2021 |
| ---- | ---- | ---- | ---- | ---- | ---- |
| 376  | ↗610 | ↘462 | ↘12  | ↗18  | ↗85  |

## Известные уроженцы
- Данилов, Алексей Ильич (1897—1981) — советский генерал-лейтенант, командовавший армиями в Великой Отечественной войне.